# 이기수 (성씨개선 연구가)
이기수(1974년 ~ )는 대한민국의 성씨 제도 및 가족법 개혁을 연구하는 법·사회 분야 연구자이다. 특히 민법 제781조(자녀의 성과 본 조항) 내 부성주의 원칙에 대한 개선을 주장하며, 부모 성 함께 쓰기 운동 등을 통해 성평등한 법제도 확립에 기여하고 있다.

## 생애 및 경력
이기수는 가족법 내 성차별적 요소를 헌법적 관점에서 분석하며, 헌법 제11조 평등권과 헌법 제36조 양성평등 조항에 근거한 성씨제도 개선을 강조한다.
한국입법학회 이사로 활동하면서, 국회 가족법 개정 정책토론회에 전문가 패널로 참여하는 등 입법개선 활동을 이어가고 있다.

## 주요 활동
- 민법 제781조(자녀의 성과 본) 개정 연구
- 부성우선주의 비판 및 성평등적 대안 제시
- 부모 성 함께 쓰기 운동 주도
- 법률신문, 법률저널 등 인터뷰 다수

## 저서 및 학위 논문
- 《여자의 성은 뭐지?》, 도서출판 다웅, 2018. ISBN 9791196223748
- 《성씨제도의 개선을 위한 법적 연구》, 동국대학교, 박사학위 논문(국내 마지막으로 성씨제도 개선을 집대성한 학술자료).